# Umiranje v ogledalu
Umiranje v ogledalu je drugi groteskni roman Evalda Flisarja. Izšel je leta 1969 pri založbi Lipa v Kopru. Obsega 62.900 besed in ima petnajst poglavij. Zanj je avtor leta 1993 prejel nagrado Prešernovega sklada za književnost. 

## Nastopajoče osebe
1. protagonist brez imena,

druge protagonistove osebnosti: 

- Človek z ranami
- Petelin imperator
- Človek s peno na ustih
- Človek brez obraza

2. stranske osebe (sorodniki, žene, sodelavci in družbena okolica protagonistovih osebnosti)

## Zasnova zgodbe
Protagonista zanima, ali usoda obstaja, zato iztiri vlak, s katerim prihaja sosedov stric. Ta zaradi maščevanja usode umre, saj je v svoji mladosti nastavil bombo na letalo. Junaka postane strah lastne usode, zato nekaj časa ne potuje po svetu. Življenje se mu zazdi dolgočasno, zato se odloči za potovanje v zahodno Afriko. V letalu ga pričaka bomba, na ladji vojni spopad, vlak pa se iztiri, vendar preživi. Pot nadaljuje s konjem in kareto, ta ga povozi do smrti. Z zmaličenim obrazom in neživim telesom se znajde v čudni, mračni pokrajini, podobni onostranstvu. Sreča bitje z žabjo glavo, ki bere knjigo z naslovom Umiranje v ogledalu. Pridruži se trem izmaličenim možem in velikemu petelinu. Prazen stol ga vabi v Bratovščino tragično preminulih. Izgleda, kot bi ga hoteli postaviti za vodjo, v resnici pa vsi hočejo ta položaj. Da bi si oprali grehe z vesti, si začnejo razodevati zgodbe svoje preteklosti. Vsem je skupno bolestno pričakovanje zle usode, smrti, želja po oblasti in zmagi ter neuresničevanje idej. Vsi se zatekajo k alkoholu, kar povzroča privide, miselno odsotnost, življenje v lastnem svetu in nagonsko avtomatizirana dejanja.

## Obnova zgodbe
- Človek z ranami v študentskih letih zbeži iz šole, beži po ulicah, dokler se ne sesede. Znajde se v maternici svoje matere. Med ponovnim rojevanjem jo ubije, da se ne bi več doživel ponovnega rojstva. Z ženo gre na morje po sezoni, zato se ju skušajo domačini odkrižati. Starec ju pelje na samoten otok pod pretvezo, da je tam lepša obala. Ker se ne vrne, se od lakote požreta in umreta.
- Petelin v otroštvu spozna mlado dekle, ki ga prepriča v spolni odnos, ne da bi vedel, kaj to pomeni. Njegov oče ju zasači, nato pa sam občuje z njo. Med njima se razvije razmerje, poročita se. Dekle se do dečka vede kot nesramna mačeha. Fant je sošolcem v posmeh. Najde si dekle, ki mu je zaradi slabega družbenega mnenja v breme. Ko se po spancu prebudi, ugotovi, da je veliko časa spal. V šoli mu punca naredi sramoto, zato jo utopi v ribniku. Vsak dan jé kokošja jajca, porodi se mu ideja, da bi z njimi lahko obogatel. Za lažji razmislek se v gostilni napije. Znajde se v drugem svetu - obkrožajo ga kokoši, ena ga požre. Reši se in opazi, da je preobražen v petelina. Sprva misli, da je izbran za voditelja tega sveta, a kokoši ga obesijo na vislicah.
- Družina človeka s peno na ustih se spre. Sestra se izseli. Sanjska ženska ga povabi na obisk v bližnjo vas. Na poti sreča sestro, ki mu skuša preprečiti srečanje, celo ubiti ga hoče. Moški doživi privid okostnjakov, ubije jo in razmrcvari. Po umoru ugotovi, da je tudi sanjska ženska okostnjak. Podeduje stričevo podjetje in ga razbije. Kupi si vilo, ker pa mu preži nevarnost pred napadom odpuščenih, se umakne na obalo v samotarsko življenje. V hišo se prikrade velika govoreča kača. Piči ga, zato umre.
- Človek brez obraza je srečno poročen in pričakuje otroka. Ta je obsojen na neuspeh v družbi, ker ima žabjo glavo. Oče se odloči, da ga bo obdržal, čeprav mu javno mnenje odvzame prijatelje in ženo. Ko se nad mestom zgrmijo slabo vreme, slab pridelek, umiranje živali in ljudi, vsi okrivijo žabjega otroka. Preda se, da ga ubijejo. Katastrofe se končajo, oče pa izgine iz mesta. Ženske išče zgolj za spolno občevanje, začne si predstavljati, da je tragično zbolel za boleznijo razpadanja telesa. Starši se dogovorijo za njegovo poroko. Izgubi levo čeljust. Z ženo gre na morje, kjer izgubi cel obraz, razen oči. Tik pred smrtjo vidi vse življenjske spremljevalce (ženo, družino, sodelavce), ki jedo njegov pečen obraz.

Po razkritju življenjskih prigod sledi mrtvaška tišina, prezirajo eden drugega. Nimajo sočutja. Bolj kot so krivi, bolj se rešujejo z očitki, da so drugi slabši. Naenkrat se vse štiri izmaličene podobe razblinijo in se s pripovedovalcem zlijejo v peteroglavo pošast. Izkaže se, da so pripovedi njegova preteklost, njegovi strahovi pred usodo. Znajde se na dnu jezera. Z dna opazi samega sebe, kako v parku bere knjigo Umiranje v ogledalu. Pripovedovalčev jaz v parku opazi tega v jezeru. Prestraši se svoje pošastne podobe, odide in pozabi knjigo. Pošast v jezeru negibno ostane sama.

## Kritika, literarna zgodovina
Roman je poln ironičnih, grotesknih, mističnih in poetičnih odtenkov. Ni jasno, ali so junaki res umrli, ali so si smrt le zamišljali. To je groteskna ilustracija človekovih najpogostejših lastnosti, želja, in problemov, brez sociološke komponente, s kritiko človeškega egoizma. Bralec ima na izbiro, da v doživetjih vidi resnico ali utvaro bolne človekove psihe, ki je zasenčena s strahom pred smrtjo. Naslov Umiranje v ogledalu opominja na to, da gre za prelivajoče se odseve, zrcaljenja in projekcije paničnega strahu pred smrtjo. Njeno bližino začutijo v seksualnosti, v boju za moč in oblast, v sovraštvu, v volji po absolutnosti. Poetično groteskna ilustracija človekove majhnosti in njegovega minevanja je opomin, da je človekova eksistenca nepričakovan, grotesken dogodek. Eksistenca ni nič manjša, kot je njen konec, smrt. (po naznanem avtorju)
Umiranje v ogledalu je ekspresionistična pripoved o vizijah smrti, ki se pripovedovalcu kažejo kot groteskna razdejanja človekove podobe, a so le prispodobe njegove pretresenosti v strahu pred smrtjo. Pripoved temelji na opisovanju fantazijskih podob z močnim, grozljivim vizualnim vtisom. Flisar v besedilo vnaša posebni miselni in čustveni pogled na življenje. Slovenski pripovedni prozi daje novo razsežnost. V romanu izstopajo nekatere oblikovne značilnosti Flisarjevega pripovedništva, predvsem uporaba strukturnih in jezikovnih iger, na primer: ponavljanje delov besedila, določenih besednih zvez, kar ustvarja poseben ritem vsebine dogajanja in njegove interpretacije. (po Helgi Glušič)
Roman prehaja iz abstraktne zasnove v realno družbeno razpoloženje. Je zavestno neurejena pripoved o petih človeških usodah, ki se giblje od transcententalne pošastnosti in nelogičnosti do trpke realnosti sveta. Pisateljeva težnja, da bi kot Kafka v Preobrazbi  z grotesknimi podobami poustvaril svoje notranje dileme in strahove (na primer nenadna sprememba človeka v petelina), vendar je Flisar manj prepričljiv in originalen. Zdajšnje posmrtno stanje junakov je strogo navzoče in pomeni končni cilj. Avtor hoče prejšnje življenje spraviti na raven sanj. Tako izraža svoj odnos do sveta, iz katerega je moral pobegniti v odtujenost. Sodobna družba se mu zdi gnila in v besnem lovu za denarjem sama v sebi razpada.(po Jožetu Šifrerju)   